# کواوهتموک، چیواوا
کواوهتموک (به اسپانیایی: ۱۳۷٬۴۵۰) از شهرهای کشور مکزیک است که در ایالت ایالت چیواوا قرار دارد و جمعیت آن طبق سرشماری سال ۲۰۱۰ میلادی چیواوا نفر بوده است.